# Jealousy (piosenka)
Jealousy – ballada soft rockowa brytyjskiego zespołu Queen, której autorem jest Freddie Mercury. Piosenka znalazła się na albumie Jazz – siódmym wydawnictwie studyjnym grupy, wydanym w roku 1978. Utwór wydany został także rok później jako czwarty (i ostatni) singiel z płyty długogrającej. Publikacja małej płyty miała miejsce w pięciu państwach, gdzie wydawcą zespołu była wytwórnia Elektra (USA, Kanada, Brazylia, Nowa Zelandia, ZSRR).

## Geneza utworu
Autorem ballady „Jealousy” jest Freddie Mercury. W tle słychać grę Briana Maya na gitarze akustycznej (Hairfred), gdzie muzyk zamienił oryginalne struny tymi z fortepianu, co miało na celu dać efekt „brzęczenia” znanego z instrumentu szarpanego sitar. Taki zabieg miał miejsce wcześniej przy kompozycji „White Queen (As It Began)” (Queen II).

## Singiel
W tych krajach, gdzie SP z utworem „Jealousy” została wydana nie odniosła komercyjnego sukcesu. Singiel był pierwszym i ostatnim wydawnictwem tego typu wprowadzonym na rynek Związku Radzieckiego, który sygnowany był nazwą formacji. Na stronie B radzieckiej płyty znalazł się utwór „Don’t Stop Me Now”, natomiast w pozostałych krajach na drugiej stronie singla była piosenka „Fun It”.

### Twórcy
- John Deacon – gitara basowa
- Brian May – gitara akustyczna
- Roger Taylor – perkusja
- Freddie Mercury – wokal, fortepian